# Carlo Jordan

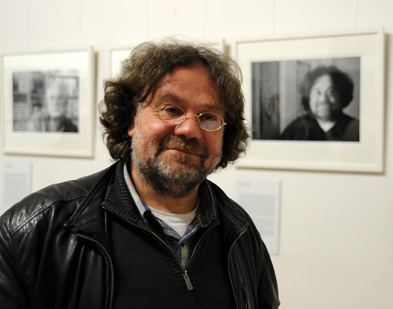
Carlo Jordan bei der Eröffnung der Ausstellung „Gesichter der Friedlichen Revolution“ (2011)

Carlo Jordan (eigentlich Karl-Heinz Jordan; * 5. Februar 1951 in Berlin; † 13. Dezember 2023 ebenda) war ein DDR-Bürgerrechtler, Umweltschützer und Politiker. Er gründete 1989 die Grüne Partei in der DDR mit, war einer ihrer Sprecher und in dieser Funktion auch Sprecher am Zentralen Runden Tisch der DDR. Von 1994 bis 1995 war er für Bündnis 90/Die Grünen Mitglied des Abgeordnetenhauses von Berlin.

## Leben
Jordan war Sohn eines Bäckers und wuchs in Berlin-Friedrichshain auf. Seine Mutter arbeitete in der Bäckerei als Verkäuferin. Nach seiner Schulzeit absolvierte er eine Lehre als Zimmerer und schloss ein Studium des Bauingenieurwesens (Fachrichtung Hochbau) ab. Anschließend arbeitete er als Bauleiter u. a. für die Charité. In den 1970er Jahren engagierte sich Jordan im Arbeiter- und Studenten-Club, in welchem er Veranstaltungen für Kulturoppositionelle organisierte. Seither bearbeitete ihn das Ministerium für Staatssicherheit (MfS). Er beteiligte sich an Protestaktionen gegen das SED-Regime und legte 1976 mit anderen bei Erich Honecker schriftlichen Protest gegen die nach dessen Selbstverbrennung erfolgten staatlichen Diffamierungen von Oskar Brüsewitz ein, wofür er verhaftet wurde. Er beteiligte sich ebenfalls an Protesten gegen die Ausbürgerung Wolf Biermanns. Ein 1978 begonnenes Fernstudium der Philosophie und Geschichtswissenschaft an der Humboldt-Universität zu Berlin endete 1982 wegen seiner Weigerung, sich gegen die polnische Gewerkschaft Solidarność auszusprechen, mit der Zwangsexmatrikulation.
In den 1980er Jahren wandte sich Jordan zunehmend der DDR-Umweltbewegung zu und arbeitete ab 1982 in unterschiedlichen Umweltgruppen mit. Von 1985 bis 1989 war er als Philosophie-Dozent bei der evangelischen Kirche in Potsdam beschäftigt. 1986 gründete er die Berliner Umwelt-Bibliothek mit und schrieb Artikel für die Untergrundzeitschrift Umweltblätter. Zugleich arbeitete er von 1985 bis 1989 als Bauleiter für die Zionskirchgemeinde, welche auch der Umweltbibliothek Räume zur Verfügung stellte, sowie für die Gethsemanekirchgemeinde. Ab 1987 wirkte er ebenfalls an Dokumentarfilmen mit, die die Umweltverschmutzung in der DDR anprangerten, wie z. B. an dem in der ZDF-Sendung Kontraste ausgestrahlten Film Bitteres aus Bitterfeld.
Im Jahr 1988 gehörte Jordan außerdem als Verfasser zu den Mitunterzeichnern eines offenen Briefes an die KSZE-Nachfolgekonferenz, in dem Reisefreiheit für DDR-Bürger gefordert wurde.

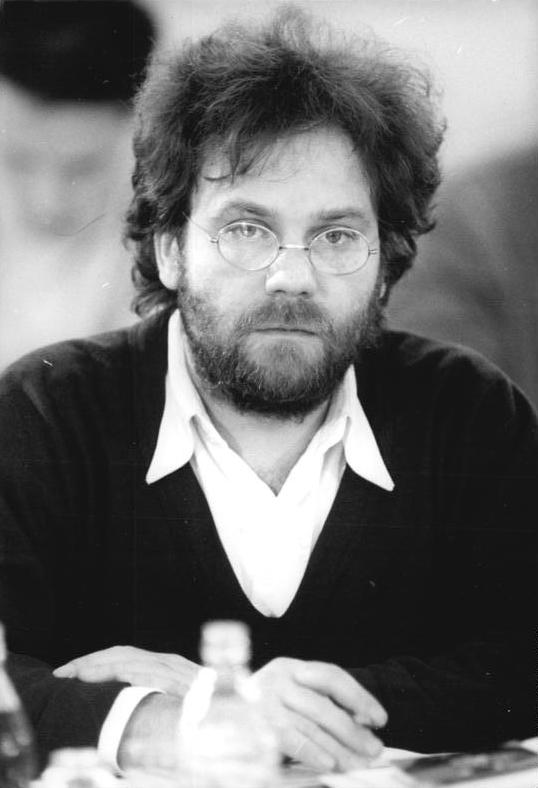
Carlo Jordan (1990)

1988 verließ Jordan wegen Streitigkeiten über die weitere Strategie der DDR-Umweltbewegung die Umwelt-Bibliothek und gründete mit anderen ausgetretenen Mitgliedern der Umwelt-Bibliothek das Grün-ökologische Netzwerk Arche, das eine Vernetzung der DDR-Umweltbewegung zum Ziel hatte. Für das Engagement wurde dem Netzwerk 1989 der Umweltpreis der Zeitschrift Vital verliehen, den Jordan zusammen mit dem Mitstreiter Matthias Voigt für die Arche in Hamburg entgegennahm.
Im Jahr 1989 war er u. a. zusammen mit Marianne Dörfler, Christine Weiske und Vollrad Kuhn Mitbegründer der Grünen Partei in der DDR und wurde einer von sechs Parteisprechern. Als solcher war er auch Mitglied und Sprecher am Zentralen Runden Tisch. Im Januar 1990 beteiligte er sich am Sturm auf die Berliner Zentrale des MfS und wurde im Mai desselben Jahres in die Ost-Berliner Stadtverordnetenversammlung gewählt. Von 1994 bis 1995 war er für Bündnis 90/Die Grünen Mitglied des Berliner Abgeordnetenhauses. Im Jahr 2000 promovierte er bei Bernd Rabehl mit einer Arbeit über die Geschichte der Humboldt-Universität Berlin in der DDR.
Jordan arbeitete als Referent und freier Dozent. Er war einer der Initiatoren des von Mitgliedern des Bürgerkomitees und Bürgerrechtlern gegründeten Vereins „Antistalinistische Aktion Berlin-Normannenstraße e. V.“ (ASTAK e. V.), des Trägervereins der Forschungs- und Gedenkstätte Normannenstraße in Berlin und war dort Vorstandsmitglied. Als Zeitzeuge führte er von 2011 bis 2018 Besucher durch die Gedenkstätte Berlin-Hohenschönhausen.
Zu DDR-Zeiten hatte Jordan mehrfach illegal mit Hilfe eines Transitvisums die Sowjetunion bereist. Derartige Reisen wurden unter dem Titel Unerkannt durch Freundesland bekannt; Jordan ist einer der Protagonisten im gleichnamigen Dokumentarfilm und schrieb einen Beitrag für das gleichnamige Buch.
Carlo Jordan wurde 2019 mit dem Bundesverdienstkreuz am Bande ausgezeichnet.
Er starb am 13. Dezember 2023 im Alter von 72 Jahren.

## Veröffentlichungen (Auswahl)
- Kaderschmiede Humboldt-Universität zu Berlin. Aufbegehren, Säuberungen und Militarisierung 1945–1989. Links, Berlin 2001, ISBN 3-86153-253-0.
- mit Hans Michael Kloth (Hrsg.): Arche Nova – Opposition in der DDR. Das „Grün-ökologische Netzwerk Arche“ 1988–1990. Basis Druck, Berlin 1995, ISBN 3-86163-069-9.
- Individualreisen in die Sowjetunion. In: Cornelia Klauß, Frank Böttcher (Hrsg.): Unerkannt durch Freundesland. Illegale Reisen durch das Sowjetreich. Lukas, Berlin 2011, ISBN 978-3-86732-076-4.